# Kisarazu
Kisarazu (japanska: 木更津市?, Kisarazu-shi) är en stad i den japanska prefekturen Chiba på den östra delen av ön Honshu. Den har cirka 130 000 invånare. Staden är belägen vid Tokyobukten, på den västra delen av Bosohalvön, och är den östra utgångspunkten för den fjorton kilometer långa tunnel- och broförbindelse som korsar viken mellan Kisarazu och Kawasaki. Staden ingår i Tokyos storstadsområde. Kisarazu fick stadsrättigheter 3 november 1942.